# العلاقات الدولية (1919-1939)
غطت العلاقات الدولية (1919-1939) التفاعلات الرئيسية التي شكلت تاريخ العالم في تلك الحقبة، مع التركيز على الدبلوماسية والعلاقات الاقتصادية. التغطية هنا تتبع التاريخ الدبلوماسي للحرب العالمية الأولى إلى ماقبل التاريخ الدبلوماسي للحرب العالمية الثانية. تضمنت المراحل الهامة للدبلوماسية فترة مابين الحربين والعلاقات الدولية قرارات وقضايا زمن الحرب، مثل التعويضات المستحقة على ألمانيا والحدود. المشاركة الأمريكية في التمويل الأوروبي ومشاريع نزع السلاح. توقعات وإخفاقات عصبة الأمم؛ علاقات الدول الجديدة مع سابقتها؛ علاقات ثقة الاتحاد السوفياتي بالعالم الرأسمالي. جهود السلام ونزع السلاح؛ تأثير الكساد العظيم بدءا من 1929 ؛ انهيار التجارة العالمية. انهيار الأنظمة الديمقراطية واحدة تلو الأخرى. نمو الاكتفاء الذاتي الاقتصادي العدوانية اليابانية تجاه الصين، الدبلوماسية الفاشية ومنها التحركات العدوانية لإيطاليا موسوليني وألمانيا هتلر. الحرب الأهلية الأسبانية؛ استرضاء خطوات ألمانيا التوسعية نحو راينلاند والنمسا وتشيكوسلوفاكيا، والمراحل الأخيرة اليائسة من إعادة التسلح مع ازدياد احتمالات اندلاع حرب عالمية أخرى.

## السلام ونزع السلاح
لم تكن هناك حروب كبرى في عقد 1920، ولكن بعض الحروب الصغيرة المتباعدة والتي انتهت كلها بحلول سنة 1922 ولم تشكل تصعيدا للحروب. وتلك الاستثناءات هي الحرب الأهلية الروسية في الفترة 1917-1922، والحرب البولندية السوفيتية 1919-1921، والحرب اليونانية التركية 1919-1922، وبعض الحروب الأهلية كما هو في أيرلندا. ومع ذلك فقد سيطرت مُثل السلام على الشؤون الخارجية لجميع الدول الكبرى في عشرينيات القرن العشرين. وقد اوضح زعيم حزب العمال ورئيس الوزراء رامزي ماكدونالد بذلك:

### عصبة الأمم
كانت عصبة الأمم التي انشئت سنة 1919 هي المؤسسة الرئيسية التي كانت تهدف إلى إحلال السلام والاستقرار وحل النزاعات. إلا أنها تعرضت للضعف بسبب عدم مشاركة الولايات المتحدة وألمانيا والاتحاد السوفيتي ولاحقا اليابان. ولم تتمكن من معالجة الأمور أمام رفض الدول الكبرى خاصة اليابان وإيطاليا قبول القرارات المعاكسة. واتفق المؤرخون على أنها غير فعالة في النزاعات الكبرى.
ضغطت سلسلة من الأزمات الدولية على العصبة، وأولها هو الغزو الياباني لمنشوريا، فتعرضت اليابان للشجب فتركت العصبة. فسرعان ما تبع ذلك أزمة الحبشة 1934-1936 والتي غزت فيها إيطاليا إثيوبيا (الحبشة)، وهي إحدى الدولتين الأفريقيتين المستقلتين. حاولت العصبة فرض عقوبات اقتصادية على إيطاليا لكن دون جدوى. وركز الحادث على نقاط الضعف الفرنسية والبريطانية ممثلة في ترددهم في عزل إيطاليا وفقدها كقوة معادلة ضد ألمانيا هتلر. دفعت الإجراءات المحدودة التي اتخذتها القوى الغربية إيطاليا موسوليني للتحالف مع ألمانيا هتلر. أظهرت الحرب الحبشية للعالم مدى هشاشة العصبة في حل النزاعات. ولم تلعب أي دور في التعامل مع الحرب الأهلية الإسبانية. كما كانت هناك صراعات أخرى أصغر شاركت فيها دول أوروبية كبرى مثل حروب الريف بين أسبانيا والمغرب، والتي لم تتمكن العصبة من حلها.

### نزع السلاح
كان مؤتمر واشنطن البحري مؤتمرا عسكريا بمعنى الكلمة -وسمى أيضا مؤتمر واشنطن للأسلحة أو مؤتمر واشنطن لنزع السلاح- ودعا إليه الرئيس الأمريكي وارن جي. هاردينغ في واشنطن، ورأسه وزير خارجيته تشارلز إيفانز هيوز في الفترة من 12 نوفمبر 1921 إلى 6 فبراير 1922. وجرى خارج نطاق عصبة الأمم، وحضرته تسع دول: الولايات المتحدة واليابان والصين وفرنسا وبريطانيا العظمى وإيطاليا وبلجيكا وهولندا والبرتغال. ولم تدع روسيا السوفيتية إليه. ركز المؤتمر على حل النزاعات أو سوء التفاهم بشأن المصالح في المحيط الهادئ وشرق آسيا. وكان الإنجاز الرئيسي هو سلسلة من الرسائل البريدية لنزع السلاح البحري اتفق عليها جميع المشاركين لعقد من الزمان. وقد نتج عن ذلك ثلاث معاهدات رئيسية - معاهدة أربع قوى ومعاهدة القوى الخماسية (معاهدة واشنطن البحرية) واتفاقية القوى التسعة - وهناك عدد من الاتفاقات الصغيرة.
ثم أخذت بريطانيا زمام المبادرة. وانعقدت معاهدة لندن البحرية الناجحة في 1930 التي اكملت تحديد السفن الحربية بين القوى الكبرى التي حددت لأول مرة في 1922. معاهدات 1922-1930 حافظت على السلام خلال العشرينات من القرن الماضي ولكنها لم تتجدد، فازداد المشهد العالمي سلبية بدءًا من 1931.

### السلام في روح لوكارنو
بدأت القوى الأوروبية الكبرى (لا يشملهم الاتحاد السوفييتي) بالتفاوض على معاهدة سياسية من سبعة إتفاقيات في لوكارنو سنة 1925. وقد عزز ذلك من شرعية ألمانيا ممهدا الطريق لعودتها إلى دور القوة العظمى والعضوية في عصبة الأمم في 1926 بمقعد دائم في مجلسها. شهدت معاهدة لوكارنو تحسنا كبيرا في المناخ السياسي لأوروبا الغربية في الفترة 1924-1930. وتطلعت تلك القوى لتسويات سلمية مستمرة، غالباً ماأطلق عليها «روح لوكارنو». كانت هذه الروح ملموسة عندما انضمت ألمانيا إلى العصبة سنة 1926، وانسحاب قوات الحلفاء التي احتلت راينلاند الألمانية.
لم يكن لألمانيا النازية أي اهتمام لروح السلام. فبدأت لوكارنو بالتضعضع بعد إرسال قوات إلى الراينلاند منزوعة السلاح في 7 مارس 1936.

### تجريم الحروب

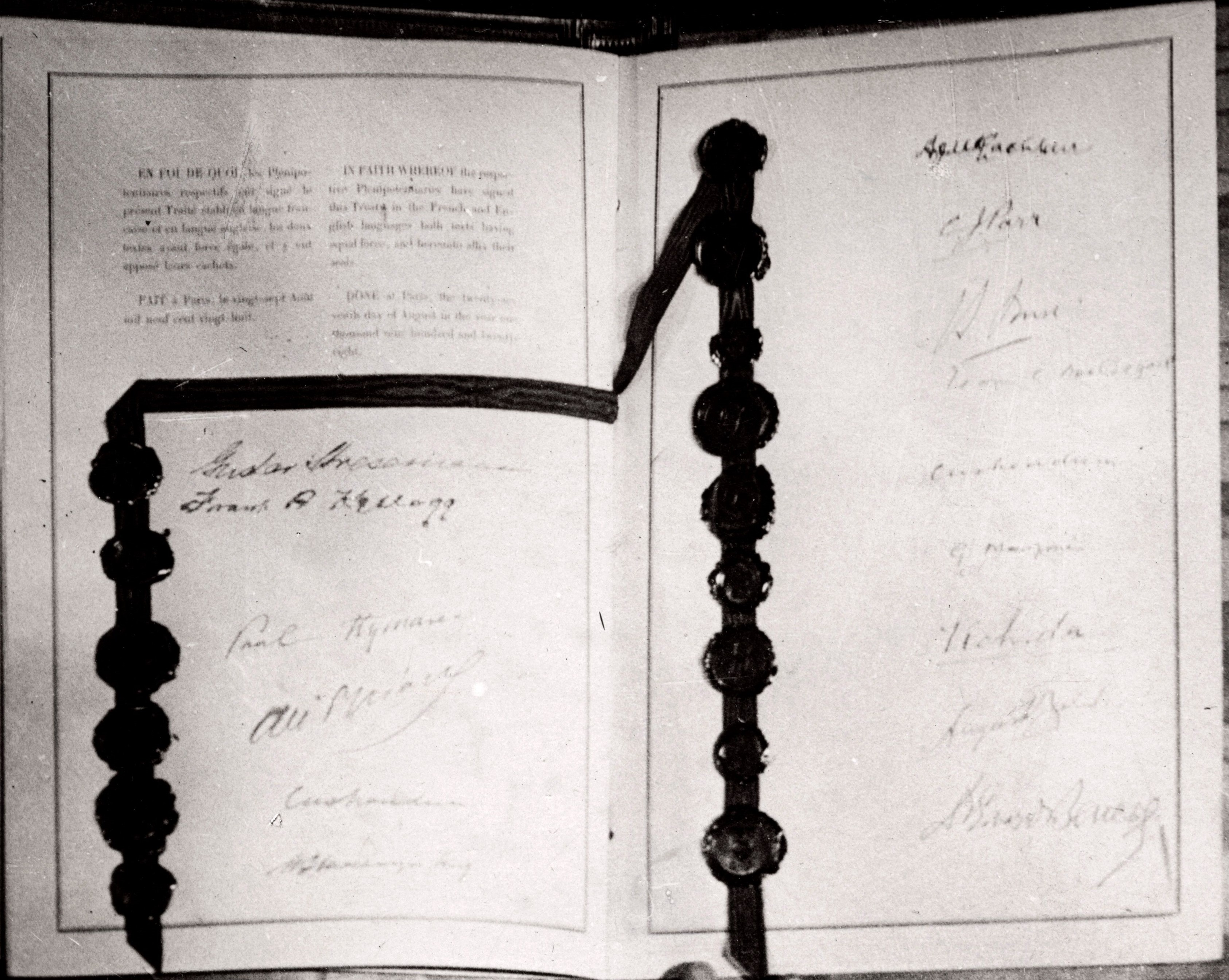
وقعت 14 دولة كبرى على ميثاق كيلوغ برييان في باريس 1928.

صاغت الولايات المتحدة وفرنسا ميثاق كيلوغ برييان لسنة 1928، والمقترح هو عدم شرعنة الحروب لحل «الخلافات أو النزاعات مهما كانت طبيعتها أو أيا كان مصدرها مما قد تنشأ فيما بينها». معظم الدول وقعت بسهولة واستخدمت الفرصة لتعزيز هدف السياسات الخارجية السلمية. كانت القضية الوحيدة هي الصيغة الفعلية للتخلي عن كل الحروب فقد أراد الفرنسيون أن يقتصر التعريف على حروب العدوان، في حين أصر الأميركيون على أنه ينبغي أن يشمل جميع أنواع الحروب. وذكر المؤرخ هارولد جوزيفسون أن الميثاق تعرض للسخرية من أخلاقه وقانونيته وعدم تأثيره على السياسة الخارجية، وأكد أن الميثاق أدى إلى سياسة خارجية أمريكية أكثر نشاطا. وأدمجت في ميثاق الأمم المتحدة والمعاهدات الأخرى أحكامه المركزية التي تخلت عن استخدام الحرب، وتعزيز التسوية السلمية للمنازعات واستخدام القوة الجماعية لمنع العدوان. على الرغم من استمرار الحروب الأهلية، إلا أن الحروب بين الدول القائمة كانت نادرة منذ عام 1945 باستثناء ما حصل في الشرق الأوسط.

### تجريم الغازات السامة
بدا واقعيا أن الحرب لايمكن حظرها ولكن يمكن حظر أسوأ تجاوزاتها، وهو الغاز السام الذي أصبح محور حملة عالمية في عقد 1920. لم يحسم الغاز السام المعارك ولم يرغب الجنرالات باستخدامه. وكذلك كان الجنود يكرهونه أكثر بكثير من الرصاص أو القذائف المتفجرة. ولكن بحلول 1918 شكلت القذائف الكيميائية 35% من إمدادات الذخيرة الفرنسية و 25% من الإمدادات البريطانية و20% من المخزون الأمريكي. وقد صدر «بروتوكول جنيف» يحظر استخدام الغازات الخانقة أو السامة أو غيرها من الغازات والطرائق البكتريولوجية في الحرب سنة 1925، وقبلته جميع الدول الكبرى باعتباره وثيقة.

## أوروبا

### بريطانيا العظمى
أضحت بريطانيا في العشرينات عملاقا مضطربا، وقلت قوتها الدبلوماسية المهيمنة عما كانت من قبل. وأجبرت في كثير من الأحيان أن تفسح المجال للولايات المتحدة التي مارست تفوقها المالي في أكثر الأوقات. وكانت أهم المواضيع الرئيسية للسياسة الخارجية البريطانية هو دورها في مؤتمر باريس للسلام سنة 1919 حيث عمل رئيس الوزراء لويد جورج بجد لخفض المطالب الفرنسية الانتقامية. وقد نجح بعض النجاح حيث اضطرت بريطانيا مرارًا وتكرارًا إلى كبح جماح الفرنسيين بألمانيا. كانت بريطانيا عضوًا نشطًا في عصبة الأمم الجديدة، ولكن دائما كانت النتائج هي الإحباط المتكرر.
ومن الناحية السياسية اعتمدت الحكومة الائتلافية برئاسة الليبرالي ديفيد لويد جورج بالدرجة الأولى على دعم حزب المحافظين. فازداد عداء مؤيديه بسبب أخطاء السياسة الخارجية. ومنها أزمة تشاناك سنة 1922 التي لولا معارضة دول الدومينيون وتردد الجيش البريطاني لاندلعت الحرب بينها وبين تركيا، لذا اضطرت بريطانيا الالتزام بالهدوء والسلم، فتسبب ذلك بفقد لويد جورج السيطرة على الائتلاف فقدم استقالته.
ومن ناحية أخرى حافظت بريطانيا على علاقاتها الوثيقة مع فرنسا والولايات المتحدة ورفضت الانعزال وسعت إلى السلام العالمي من خلال معاهدات الحد من الأسلحة البحرية، والسلام مع ألمانيا من خلال معاهدة لوكارنو سنة 1925. وكان هدفها من ذلك هي عودة ألمانيا لتكون دولة سلم وازدهار.
حققت دول الدومينيون (كندا وأستراليا وجنوب إفريقيا ونيوزيلندا) استقلالًا فعليًا في سياساتها الخارجية بدءا من 1931، رغم أن كل منها اعتمد بشدة على حماية البحرية البريطانية. وأبقت سياسة الكومنولث التجارية بعد سنة 1931 على التعريفات الجمركية ضد الولايات المتحدة وغيرها. ظلت علاقات بريطانيا فاترة مع دولة أيرلندا الحرة المستقلة، مع اندلاع حرب تجارية في الفترة 1932-1937.
بعد نجاحه بمعالجة المسألة الألمانية في لوكارنو قام وزير الخارجية أوستن شامبرلين بالعمل مع فرنسا وإيطاليا لإيجاد حل رئيسي للمشاكل الدبلوماسية في أوروبا الشرقية والبلقان. ولكن ثبت أنه من المستحيل التغلب على تلك العداوات المتبادلة، حيث أن برنامج شامبرلين كان مشوبًا بسوء فهم وأحكام وهمية.
كان موضوع نزع السلاح العالمي على رأس جدوال الأعمال، فلعبت بريطانيا دورًا رئيسيًا بعد الولايات المتحدة في مؤتمر واشنطن للبحرية في 1921 بالعمل على تقليص السلاح البحري للقوى الكبرى. ولكن بحلول سنة 1933 انهار نزع السلاح وأصبحت القضية إعادة التسلح ضد ألمانيا.
ومن الناحية المالية فإن بريطانيا قد تحملت دينًا كبيرًا من المال اقترضته من الولايات المتحدة لخوض الحرب. ورفضت الولايات المتحدة إلغاء تلك الديون ولكن في 1923 أعادت الحكومة البريطانية التفاوض بشأن دينها الحربي بقيمة 978 مليون جنيه استرليني مع وزارة الخزانة الأمريكية من خلال تقديم دفعات منتظمة بقيمة 34 مليون جنيه استرليني لمدة عشر سنوات، ثم 40 مليون جنيه استرليني لمدة 52 عامًا. كانت الفكرة أن تدفع الولايات المتحدة الأموال لألمانيا والتي بدورها دفعتها إلى بريطانيا التي سددت بدورها قروضها من الحكومة الأمريكية. وفي سنة 1931 انتهت جميع المدفوعات الألمانية، وبعدها بسنة علقت بريطانيا دفعاتها إلى الولايات المتحدة. وبالنهاية سددت كلا من ألمانيا وبريطانيا ديونهما بعد 1945.
دعمت بريطانيا الحل الأمريكي للدفعات الألمانية من خلال خطة دوز وخطة يونغ [الإنجليزية] حيث دفعت ألمانيا التعويضات باستخدام الأموال المقترضة من البنوك في نيويورك.

#### حزب العمال
في السياسة البريطانية الداخلية كان لحزب العمال الصاعد سياسة سلمية خارجية مميزة ولكنها مشبوهة. لقد اعتقد قادتها أن السلام مستحيل بسبب الرأسمالية والدبلوماسية السرية وتجارة السلاح. وهو ماأكدته العوامل المادية التي تجاهلت الذكريات النفسية للحرب العظمى والتوترات العاطفية الشديدة المتعلقة بالوطنية والحدود الدولية. ومع ذلك فإن زعيم الحزب رامزي ماكدونالد الذي كان في منصب رئيس الوزراء (1924، 1929-1935) قد أعطى الكثير من اهتمامه في السياسات الأوروبية. في الأشهر العشرة التي أمضاها رئيسًا للوزراء من سنة 1924 أسس المبادئ الأساسية للسياسة الخارجية البريطانية للسنوات الإثني عشر القادمة. لقد كان معارضاً قوياً للدخول في الحرب العالمية الأولى وبعد انتهائها ظن العديد من المراقبين أن كلامه كان مبررا. فانزعجت القيادة البريطانية من توالي المطالب الفرنسية ضد ألمانيا مما قوض العلاقات الثنائية مع فرنسا. لأن ماكدونالد جعلها مسألة مبدأ عالٍ لتوزيع العدالة المتساوية بين فرنسا وألمانيا، قائلا «دعهم يطرحون مطالبهم، بحيث يمكن لبريطانيا أن تقول إنها تدعم كلا الجانبين». لعب ماكدونالد دورًا رئيسيًا في تمرير خطة دوز، وعمل بجد لجعل عصبة الأمم حلمًا حقيقيًا. في الأشهر العشرة التي قضاها رئيسا للوزراء سنة 1924 حدد مسار السياسة الخارجية البريطانية. فقد كان لماكدونالد وحزبه العمالي سجل قوي بمحاربة الشيوعيين للهيمنة على أنشطة الاتحادات. ولكن في الشؤون الخارجية انفرجت العلاقات مع روسيا واعترف بها رسميا سنة 1924. وكان هناك احباط في مسألة سداد القروض البريطانية لروسيا خلال الحرب. حيث قالت موسكو إنها ستدفع فقط إذا أعطيت قرضًا آخر. ولكن كانت هناك معارضة قوية داخل بريطانيا، لذلك ركز النقاش على عقد معاهدة تجارية مع روسيا. وقبل أيام قليلة من الانتخابات العامة 1924 أصدرت وسائل الإعلام وثيقة وقعها رئيس اللجنة الشيوعية الدولية في موسكو جريجوري زينوفايف يأمر الحزب الشيوعي البريطاني بالانخراط في جميع أنواع الأنشطة المثيرة للشغب. اتفق المؤرخون على أن الرسالة كانت مزورة وأنها مزقت الحملة، لكنها لم تحسم الانتخابات التي فاز بها المحافظون. كان التأثير الأكثر سلبية على العمل هو التركيز بعد الانتخابات على الخداع بدلا من ضرب نقاط الضعف بالهيكلة الخاصة به.

#### الكساد العظيم
فرض الكساد العظيم في المملكة المتحدة الذي بدأ في 1929 ضغوطًا هائلة على الاقتصاد البريطاني. فأعطت بريطانيا الأولوية لإمبراطوريتها مما يعني تعريفة منخفضة بين دول الكومنولث مقابل تعريفات عالية تجاه واردات الدول الخارجية. فالأموال المتدفقة من نيويورك قد جفت، وتوقف نظام التعويضات وسداد الديون سنة 1931.

#### استرضاء ألمانيا وإيطاليا
جعلت الذكريات الحية لأهوال وكوارث الحرب العظمى العديد من البريطانيين - وقادتهم من جميع الأحزاب - يميلون إلى السلام في فترة ما بين الحربين. أدى ذلك إلى استرضاء الدكتاتوريين لتجنب تهديداتهم بالحرب.
أتت أولى التهديدات من الدكتاتوريين من بينيتو موسوليني من إيطاليا، ثم أدولف هتلر من ألمانيا النازية الأقوى بكثير. أثبتت عصبة الأمم خيبة أمل لمؤيديها. لم تكن قادرة على حل أي من التهديدات التي شكلها الديكتاتوريون. كانت السياسة البريطانية «استرضاء» لهم على أمل أن تكون مشبعة. وبدا بوضوح بحلول 1938 بوادر الحرب تلوح في الأفق، وأن ألمانيا لديها أقوى جيش في العالم. جاء آخر استرضاء عندما ضحت بريطانيا وفرنسا بالتشيكوسلوفاكيا لمطالب هتلر في معاهدة ميونخ سنة 1938. ولكن هتلر لم يكتفي بذلك بل هدد بولندا، مما أجبر رئيس الوزراء نيفيل تشامبرلين بالغاء العمل بالتسوية ووقف بثبات بالدفاع عن بولندا. إلا أن هتلر كان قد أبرم صفقة مع جوزيف ستالين لتقسيم أوروبا الشرقية. وعندما قامت ألمانيا بغزو بولندا في سبتمبر 1939 أعلنت بريطانيا وفرنسا الحرب، فحذا الكومنولث حذو لندن.

### فرنسا
كانت أهم أهداف سياسة فرنسا الخارجية في فترة مابين الحربين هو الاستجابة الدبلوماسية لمطالب الجيش الفرنسي في عشرينيات وثلاثينيات القرن العشرين لتشكيل تحالفات ضد أي تهديد ألماني محتمل، وخاصة تحالف مع بريطانيا والدول الأصغر في وسط أوروبا.

#### عقد 1920
كانت فرنسا جزءًا من قوة الحلفاء التي احتلت الراين بعد الهدنة. دعم فوش بولندا في انتفاضتها الكبرى وفي الحرب البولندية السوفيتية، وانضمت فرنسا أيضًا إلى إسبانيا خلال حروب الريف. وقام رئيس الوزراء أريستيد بريان منذ سنة 1925 وحتى وفاته في 1932 خلال فترات حكمه القصيرة بتوجيه السياسة الخارجية الفرنسية مستخدما مهاراته الدبلوماسية وشعوره بالتوقيت المناسب لإقامة علاقات ودية مع فايمار الألمانية ليكون الأساس لسلام حقيقي في إطار عصبة الأمم. وأدرك أن فرنسا لا يمكنها احتواء ألمانيا الأكبر منها ولا تأمين دعم فعال من بريطانيا أو العصبة.
في يناير 1923 وردا على فشل الألمان بشحن ما يكفي من الفحم وهو جزء من تعويضاتها قامت مع بلجيكا باحتلال منطقة الرور الصناعية. وردت ألمانيا بمقاومة سلبية بما في ذلك طباعة كميات ضخمة من الماركات لدفع ثمن الاحتلال، مما تسبب في تضخم جامح. أدى التضخم إلى إلحاق أضرار بالغة بالطبقة الوسطى الألمانية (لأن حساباتهم المصرفية أصبحت عديمة القيمة) ولكنها أضرت أيضا بالفرنك الفرنسي. فأنشئت فرنسا حركة انفصالية لتكون دولة عازلة مستقلة، لكنها انهارت بعد مقاومة بسيطة، ففشل التدخل الفرنسي. ولكنها قبلت في صيف 1924 بالحل الأمريكي لمسائل التعويضات من خلال خطة دوز.
وخلال عقد العشرينات أنشأت فرنسا نظامًا متقنًا من الدفاعات الثابتة على الحدود تسمى خط ماجينو مصممة لمقاومة أي هجوم ألماني. لم يمتد خط ماجينو إلى بلجيكا حيث هاجمتها ألمانيا سنة 1940 والتفت حول الدفاعات الفرنسية. تم التوقيع على التحالفات العسكرية مع القوى الضعيفة في 1920-1921 وسمي بالوفاق الصغير.

#### عقد 1930
ازداد اعتماد فرنسا سياسة التسوية كلما ازدادت قوة ألمانيا بدءا من 1933، وذلك لأن فرنسا كانت تعاني في تلك الفترة من ركود اقتصادي واضطرابات في مستعمراتها وصراع سياسي داخلي مرير. لم تكن التسوية دبلوماسية متماسكة ولا نسخة بريطانية. فاسترضت فرنسا إيطاليا بشأن مسألة إثيوبيا لأنها لا تستطيع المخاطرة بتحالف بين إيطاليا وألمانيا.
وعندما أرسل هتلر قواته إلى الراينلاند -وهي منطقة ألمانية منزوعة السلاح لا يُسمح بوجود قوات بها- لم تكن باريس ولا لندن تريد بالحرب لذا لم يتم فعل أي شيء. ولكن بعد سنة 1936 أضحى الاسترضاء هي سياسة فرنسا مع بريطانيا تجاه ألمانيا، حيث سعت فرنسا للسلام حتى في مواجهة مطامع هتلر المتزايدة. رفض إدوار دلادييه أن يحارب ألمانيا وإيطاليا بدون دعم بريطاني حيث أراد نيفيل تشامبرلين إنقاذ السلام باستخدام اتفاقية ميونيخ سنة 1938. تم التضحية بتحالف فرنسا العسكري مع تشيكوسلوفاكيا بناء على طلب هتلر عندما وافقت فرنسا وبريطانيا على شروطه في ميونيخ 1938.
انضمت حكومة بلوم إلى بريطانيا بفرض حظر على الأسلحة خلال الحرب الأهلية الإسبانية (1936-1939). رفض بلوم دعم الجمهوريين الإسبان خوفا من امتداد نار الحرب الأهلية إلى فرنسا المنقسمة بشدة. ومع تعثر قضية الجمهوريين في إسبانيا، زود بلوم سرا مؤيدي الجمهورية بالأسلحة والصناديق والملاذات. واعتمد بلوم أيضا الدعم المالي في التعاون العسكري مع بولندا. وأممت الحكومة تصدير الأسلحة. وزادت بقوة من برنامج إعادة تسليح الجيش الفرنسي في اللحظات الأخيرة مع الألمان.
هدفت السياسة الخارجية الفرنسية في العشرينيات والثلاثينيات إلى بناء تحالفات عسكرية مع دول صغيرة من أوروبا الشرقية لمواجهة خطر التهديد الألماني. وقد رأت باريس في رومانيا شريك مثالي في هذا المشروع خاصة في الفترة من 1926 إلى 1939. ولكن سقط التحالف في الحرب العالمية الثانية. في البداية التزمت رومانيا الحياد، ولكنها انضمت إلى ألمانيا بعد سقوط فرنسا سنة 1940. كانت الأداة الرئيسية التي استخدمتها فرنسا هي مبيعات الأسلحة من أجل تعزيز رومانيا وضمان حسن نواياها. ولكن كانت الوعود العسكرية الفرنسية مبهمة وغير موثوقة بعد بيع تشيكوسلوفاكيا في ميونيخ سنة 1938، وبحلول 1938 احتاج الفرنسيون إلى كل الأسلحة التي كان بوسعهم إنتاجها. في هذه الأثناء كانت ألمانيا في وضع أفضل لبناء علاقات اقتصادية قوية. في 1938-1939 قامت فرنسا بجهد أخير لضمان الحدود الرومانية لأنها اعتقدت أن ألمانيا بحاجة إلى النفط الروماني، لكن رومانيا رأت أنه لافائدة من مواجهة ألمانيا ومن ثم مالت نحو برلين.

### الفاشية
الفاشية هي شكل من أشكال التسلط القومي الراديكالي ظهرت في أوروبا بعد انتهاء الحرب العالمية الأولى. فهيمنت في إيطاليا (1923-1943) وألمانيا النازية (1933-1945) ولعبت دوراً في بلدان أخرى. وتكونت من مجموعات محلية منظمة بشدة ويسيطر عليها تنظيم أعلى. وعادت الفاشية كلا من الليبرالية والماركسية والفوضوية، وحاولت السيطرة على جميع جوانب المجتمع. وسياستها الخارجية هي عسكرية وعدوانية. وتحالفت إيطاليا الفاشية مع ألمانيا النازية في الحرب العالمية الثانية. ثم أتت اليابان التي هيمنت عليها حكومة استبدادية ذات قاعدة شعبية ضعيفة، فتحالفت معهم لتشكيل دول المحور.
أحدثت الحرب العالمية الأولى تغييرات هائلة في طبيعة الحرب والمجتمع والدولة والتكنولوجيا. فظهور الحرب الشاملة والتعبئة الجماعية للمجتمع أدت إلى كسر التمييز بين المدنيين والمحاربين. فظهرت «المواطنة العسكرية» التي شارك فيها جميع المواطنين في الجيش بطريقة ما خلال الحرب. وقد أدت الحرب إلى ظهور دولة فاشية قوية قادرة على حشد الملايين من الناس للعمل في الخطوط الأمامية وتوفير الإنتاج الاقتصادي واللوجستيات لدعمهم بالإضافة إلى امتلاكهم سلطة غير مسبوقة للتدخل في حياة المواطنين.
جادل الفاشيون بأن الديمقراطية الليبرالية بالية وهم يعتبرون التعبئة الكاملة للمجتمع في ظل دولة أحادية شمولية ضرورية لإعداد أمة للصراع المسلح والاستجابة بفعالية للصعوبات الاقتصادية. لذلك لم يسمحوا لأحزاب المعارضة أو المنظمات أو المنشورات. ويجب أن يقود مثل هذه الدولة زعيم قوي - مثل الديكتاتور وحزبه الفاشي - لتشكيل الوحدة الوطنية والحفاظ على مجتمع مستقر ومنظم بدون معارضة. ترفض الفاشية تأكيدات بأن العنف سلبي بطبيعته وترى أن العنف السياسي والحرب هما أدوات يمكن أن تحقق التجديد الوطني.
أعاد هتلر تسليح منطقة راينلاند الألمانية سنة 1936 في تحد لمعاهدة فرساي التي منعت تمركز أي قوات هناك، ومع ذلك لم تفعل فرنسا وبريطانيا أي شيء. فاكتشف هتلر أن التهديدات والتحركات الجريئة آتت ثمارها، وقام بتصعيد المطالب ضد النمسا وتشيكوسلوفاكيا وبولندا. وأخيرا أعلنت بريطانيا وفرنسا الحرب بعد غزوه لبولندا في سبتمبر 1939. فاندلعت الحرب العالمية الثانية.

### ألمانيا
جُردت ألمانيا من مستعمراتها الخارجية وانتزعت مناطق لها في الشرق والألزاس واللورين في الغرب. وأصبحت جمهورية سنة 1919. كانت ملتزمة بالديمقراطية والحداثة، ولكنها واجهت تحديات داخلية من أقصى اليسار إلى أقصى اليمين، بالإضافة إلى ضغوط فرنسا الخارجية.

#### جمهورية فايمار (1919–1933)
أسقطت القيصرية الألمانية في نوفمبر 1918. فأصبح فريدريش إيبرت زعيم الاشتراكيين الحزب الديمقراطي الاجتماعي الألماني (SPD) مستشارًا لألمانيا حتى وفاته سنة 1923. وطرد حزبه العناصر الراديكالية بقيادة كارل ليبكنخت وروزا لوكسمبورغ، الذين قاموا بتشكيل حزب شيوعي سعياً وراء إطاحة عنيفة للحكومة باسم الطبقة العاملة. وفي يناير 1919 قاد الشيوعيون انتفاضة سبارتاكوس في برلين وبريمن وبراونشفايغ والرور. سرح العديد من الجيش بعد الحرب الكبرى، ولكن العديد منهم تطوع لتشكيل وحدات فريكوربس «الفيلق الحر» التي دعمت إيبرت ووزير دفاعه غوستاف نوسكه. فسحقوا بسهولة الانتفاضات سيئة التنظيم. وقُتِل ليبكنخت ولوكسمبورج مما أحدث تصدع دائم بين الاشتراكيين والشيوعيين الذي لم يتم تجاوزه. واندلعت ثورة شيوعية في بافاريا فكونت في 6 أبريل 1919 الجمهورية البافارية الاشتراكية، ولكن سرعان ماقمعها الجيش والفريكوربس في الشهر التالي.

##### التعويضات
فرضت معاهدة فرساي على ألمانيا بدفع تعويضات عن الأضرار التي ألحقت بها الدول الأخرى أثناء الحرب. حاولت ألمانيا تجنب الالتزام، لكن فرنسا استخدمت القوة العسكرية واحتلت المناطق الصناعية الألمانية، وجعلت التعويضات «ساحة المعركة الرئيسية في حقبة ما بعد الحرب» و «محور الصراع على السلطة بين فرنسا وألمانيا حول ماإذا كانت معاهدة فرساي يتم إنفاذها أو تنقيحها».
فالتعويضات التي فرضت على ألمانيا من فرساي وجدول مدفوعات لندن لسنة 1921 هو دفع مبلغ 132 مليار مارك ذهبي (33 مليار دولار) لتغطية الأضرار المدنية التي حدثت خلال الحرب. تم تقسيم هذا الرقم إلى ثلاث فئات من السندات: A و B و C. وكانت ألمانيا مطالبة فقط بدفع السندات "A" و "B" التي يبلغ مجموعها 50 مليار مارك (12.5 مليار دولار أمريكي). أما السندات الباقية 'C' التي لم تضطر ألمانيا إلى دفعها حيث صممت لخداع الجمهور الأنجلو-فرنسي ليعتقد أن ألمانيا قد غُرِمت وعوقبت بشدة بسبب الحرب.
عندما امتنعت ألمانيا من دفع التعويضات، قامت فرنسا باحتلال الرور سنة 1923 مما تسبب في أزمة دولية. فتدخلت أمريكا لحلها فشكلت سنة 1924 خطة دوز. فحددت الخطة طريقة الدفع حيث قدمت بنوك نيويورك لألمانيا قروضا مالية كي تستخدمها لدفع التعويضات وإعادة بناء صناعتها الثقيلة. ومع ذلك دعت ألمانيا سنة 1928 إلى خطة جديدة للدفع، سميت بخطة يونغ التي حددت متطلبات التعويض الألمانية بـ 112 مليار مارك (26.3 مليار دولار أمريكي) وأنشأت جدولاً للدفعات التي من شأنها أن تحقق مدفوعات ألمانيا كاملة بحلول 1988. وعلقت دفع التعويضات لعام كامل بسبب انهيار الاقتصاد الألماني سنة 1931. وفي سنة 1932 خلال مؤتمر لوزان ألغيت تماما. ودفعت ألمانيا بين 1919 و 1932 أقل من 21 مليار مارك. ولكن بعد 1953 دفعت ألمانيا الغربية كامل الرصيد المتبقي.
رأى الشعب الألماني التعويضات كإهانة وطنية؛ فعملت الحكومة الألمانية لإلغاء معاهدة فرساي وشروط الدفع. ووصف الاقتصادي البريطاني جون ماينارد كينز بأنها معاهدة سلام قرطاجية من شأنها تدمير ألمانيا اقتصاديا. كان لحجته تأثير عميق على المؤرخين والسياسيين والجمهور بوجه عام في بريطانيا وأماكن أخرى. على الرغم من حجج كينز وتلك التي قدمها مؤرخون في وقت لاحق لدعم أو تعزيز وجهات نظر كينز، فإن إجماع المؤرخين المعاصرين هو أن التعويضات لم تكن فوق طاقة ألمانيا كما ذكرها الألمان أو كينز بل كانت ضمن قدرة ألمانيا على الدفع إذا كانت هناك إرادة سياسية للقيام بذلك.

##### معاهدتي رابالو ولوكارنو
وبصرف النظر عن قضية التعويضات كانت أولوية ألمانيا العليا هي تطبيع علاقاتها مع جيرانها. فاتجهت سياستها الجديدة شرقا لخلق صداقة جديدة مع الاتحاد السوفياتي الشيوعي سنة 1922، فوقعوا معهم على معاهدة رابالو، حيث اعترفوا لأول مرة بالسوفييت؛ فتحت الطريق للتجارة معها على أوسع أبوابه. وقد سمحت موسكو سرا لألمانيا بتدريب الجنود والطيارين مقابل منح روسيا التكنولوجيا العسكرية.

#### ألمانيا النازية (1933–1945)
حول هتلر وحزبه النازي ألمانيا إلى ديكتاتورية مع نظرة عدائية شديدة تجاه معاهدة فرساي واليهود. وقد حلت أزمة البطالة بسبب الإنفاق العسكري الكبير. لم تكن لدى هتلر وأعضاء حزبه النازي البارزين خبرة دبلوماسية قبل وصولهم إلى السلطة في يناير 1933، فبدأوا بالتحرك ببطء في تلك الساحة. وتركزت جهودهم بالاستيلاء على مراكز القوى داخل ألمانيا.
كانت تكتيكات هتلر الدبلوماسية هي تقديم مطالب تبدو معقولة ثم التهديد بالحرب إذا لم تنفذ؛ فيتلقى التنازلات فيقبلها ثم ينتقل إلى طلب جديد. وعندما حاول الخصوم استرضائه قبل بالمكاسب التي قدمت له، ثم يذهب إلى الهدف التالي. فكان أول تحرك خارجي هو تعطيل مؤتمر نزع السلاح المنعقد في جنيف عن طريق رفض القيود المفروضة على الجيش. وأصر الألمان على أنه لا ينبغي أن يُحسب جنود العاصفة النازية في أي نظام حصص. على الرغم من أن بريطانيا وفرنسا وإيطاليا والولايات المتحدة مستعدة لتجميد التسلح لمدة أربع سنوات، إلا أن الألمان أصروا على أن يكون لديهم أسلحة دفاعية.
بدأ هتلر العمل بالاستراتيجية العدوانية بانسحاب ألمانيا من مؤتمر نزع السلاح وعصبة الأمم في أكتوبر (1933) ومع ذلك لم ينظر الكثير من القادة الأوروبيين (باستثناء ونستون تشرشل) في هتلر عدوًا أو تهديدًا للسلام. فعلى سبيل المثال روج إريك فيبس السفير البريطاني في الفترة من 1933 إلى 1937 بشغف لسياسات عرفت لاحقا باسم الاسترضاء. وكان يعتقد أن عصبة الأمم هي المفتاح لمنع أي حرب قادمة، وحاول تطويع الفرنسيين لجعل الألمان يتعاونون. كان موسوليني متشوقًا أيضًا للتعاون مع هتلر، ونجح في الحصول على توقيع ألماني في معاهدة القوى الأربع بين بريطانيا وفرنسا وإيطاليا وألمانيا، ولكن المعاهدة فشلت. وبعد أن زار هتلر موسوليني في روما كان لديه نوايا ليستولي على النمسا. حاولت بريطانيا وفرنسا على مدى السنوات القليلة التالية جذب إيطاليا إلى جانبهم بدلا من اهتمامها بألمانيا. وفي يناير 1934 وقعت ألمانيا معاهدة عدم اعتداء مع بولندا مما عطلت الشبكة الفرنسية للتحالفات المناهضة لألمانيا في أوروبا الشرقية.
وفي مارس 1935 رفض هتلر شرط نزع السلاح الألماني الوارد في معاهدة فرساي لعام 1919. وفي يونيو 1935 وقعت ألمانيا وبريطانيا اتفاقية البحرية الأنجلو-الألمانية حيث أعطيت ألمانيا حق التوسع البحري إلى 35٪ من قوة بريطانيا، مما أدى إلى دق إسفين بين بريطانيا وفرنسا. وتمكنت ألمانيا من استعادة سار (1935)، وإعادة تسليح راينلاند (1936)، وتشكيل تحالف المحور مع إيطاليا موسوليني (1936)، وارسلت مساعدات عسكرية ضخمة إلى الجنرال فرانكو في الحرب الأهلية الإسبانية (1936-1939)، ثم ضم النمسا (1938)، واستولت ألمانيا على تشيكوسلوفاكيا بعد التسوية مع بريطانيا وفرنسا في معاهدة ميونخ 1938، وشكلت معاهدة سلام مع روسيا ستالين في أغسطس 1939، وبالنهاية غزت بولندا في سبتمبر 1939.
كان لدى الأمريكيين موقف سلبي عميق تجاه هتلر والنازيين، وتدهورت العلاقات بشكل مطرد بسبب النزاعات التجارية والمظاهرات المعادية لليهود وإعادة التسلح. قررت واشنطن أن السياسة الخارجية الألمانية تعكس في المقام الأول عاملين: مشاكلها الاقتصادية الداخلية وأحلام هتلر التوسعية. في هذه الأثناء فتحت إدارة روزفلت الجديدة علاقاتها مع الاتحاد السوفييتي ما ادى إلى الانفراج بينهما، مع الوعد بعدم التجسس.

### أوروبا الشرقية
كانت أهم النتائج الحرب العالمية الأولى هي انهيار الإمبراطوريات الروسية والنمساوية المجرية والعثمانية بالإضافة إلى الخسائر الجزئية للإمبراطورية الألمانية. وقد اندلعت موجة من القومية العرقية في سلسلة من الدويلات الجديدة في أوروبا الشرقية وأصبحت شرعية بواسطة معاهدة فرساي في 1919. حاولت أوكرانيا وبيلاروسيا وجورجيا وأرمينيا وأذربيجان أن تفعل الشيء نفسه ولكن البلاشفة في روسيا استعادوها لاحقًا. أصبحت تشيكوسلوفاكيا ويوغسلافيا دول جديدة كليا. وانفصلت النمسا والمجر عن بعضهما البعض وكونت دولا مستقلة معتمدة على سكانها من الألمان والمجر.
أعيد تكوين بولندا بعد أن قسمتها ألمانيا والنمسا وروسيا فيما بينها بدءا من 1790. ونجت رومانيا وبلغاريا وألبانيا من الانهيار بعد تعديل حدودها. وكان الغالب على تلك الدول الطابع الريفي، مع وجود القليل من المدن الحضرية وبعض الصناعات. فالقومية هي القوة المهيمنة، لكن معظمها لديها أقليات عرقية أو دينية شعرت بالخوف من هيمنة الأغلبية. أضحت تلك الدول ديمقراطية في عشرينيات القرن العشرين، ولكن تخلت جميعها (باستثناء تشيكوسلوفاكيا وفنلندا) عن الديمقراطية خلال سنوات الكساد في ثلاثينيات القرن العشرين لصالح حكومات استبدادية أو قوية أو أحادية الحزب. ولكن تلك الحكومات لم تستطع تشكيل تحالفات عسكرية قوية، فلم تتمكن من الوقوف بوجه ألمانيا النازية أو الاتحاد السوفييتي التي استولتا عليهم مابين 1938 و 1945.

#### دول البلطيق
نجحت استونيا ولاتفيا وليتوانيا في الابتعاد عن روسيا سنوات 1918-1920 وأصبحت دولاً مستقلة. في البداية احتفظ المتطرفون البلشفيون بالسلطة، خاصة في لاتفيا. لكن خلال عشرينيات القرن العشرين حكمت ائتلافات سياسية محافظة استندت على القومية العرقية. تراوح عدد السكان في أوائل 1920 ب 1.1 مليون في استونيا و1.8 مليون في لاتفيا و2.2 مليون في ليتوانيا. ومثلت الأقليات 12٪ من سكان إستونيا و 27٪ في لاتفيا و 20٪ في ليتوانيا. وجميعها دول ريفية خاصة ليتوانيا. ولدى كل منها ميزة الأغلبية العرقية الرئيسية ولغتها ودينها. فكان عليهم التعامل مع فسيفساء من الأقليات: الألمان واليهود والبيلاروسيون والروس والبولنديون. ولدى تلك الأقليات لغات وأديان وثقافات مختلفة. وكان الألمان عمومًا ملاك الأراضي الرئيسيين. وجرت محاولات خارجية فاشلة للتحريض على الحركات الانفصالية. فقيدت حكومات البلطيق حقوق وامتيازات تلك الأقليات، ولكن تلك الأقليات لديها القوة لمقاومة الاستيعاب. وتسببت هذه المحاولات في رد فعل دولي سلبي. فأثار استيلاء بولندا على فيلنيوس غضب الليتوانيين وجعل من المستحيل وجود تنسيق أو تعاون دبلوماسي بين الدول الثلاث.
استمرت تلك الدول جميعا حتى 1939-1940 عندما استولى عليها الاتحاد السوفيتي فقمعت القيادات المحلية أو أعدمت، ومن نجا فقد هرب إلى المنفى. غزا الألمان تلك الدول سنة 1941 ولكن طردوا منها سنة 1944. وحاول السوفييت توطين أعداد كبيرة من الروس في تلك الدول بعد عمليات تطهير.

#### اليونان

احتلال القوات اليونانية منطقة أزمير بالإضافة إلى مناطق شمال اسطنبول.

تعد اليونان موقع للعديد من حروب الثأرية في سنوات ماقبل الحرب العالمية الأولى، فولاءات النخبة السياسية الدولية المتعددة أدت إلى أزمة بشأن دخولها الحرب العالمية ضد عدوها التاريخي الدولة العثمانية. فخلال الانقسام الوطني اندلع خلاف شديد بين حركة ليبرالية قومية مؤيدة لبريطانيا بقيادة إلفثيريوس فينيزيلوس مع الملك المحافظ المؤيد للألمان قسطنطين الأول.
بدعم بريطاني استولت القوات اليونانية على ازمير وقطاع كبير من غرب الأناضول سنة 1919. وفي سنة 1920 وافقت الحكومة العثمانية على معاهدة سيفر التي نصت على أنه في غضون خمس سنوات سيجري استفتاء عام في ازمير حول ماإذا كانت المنطقة ستنضم إلى اليونان أم لا. لكن القوميين الأتراك بقيادة مصطفى كمال أتاتورك أطاحوا بالحكومة العثمانية وبدأوا بعملية طرد اليونانيون في الحرب التركية اليونانية (1919–1922). في سنة 1921 توقف هجوم القوات اليونانية، ثم بدأت بالتراجع بحلول 1922. فاستعادت القوات التركية ازمير وأخرجت جميع القوات اليونانية. انتهت الحرب مع تركيا بالاتفاق على إقامة تبادل عرقي واسع النطاق بحيث ينتقل 1,1 مليون مسيحي تركي من أصل يوناني إلى اليونان مقابل انتقال 380,000 مسلم يوناني إلى تركيا.

#### المجر
في خضم الفوضى سنة 1919 قام الشيوعيون المجريون وبتشجيع من موسكو بالإطاحة بالحكومة وإقامة الجمهورية المجرية السوفييتية في 21 مارس 1919. وكان بيلا كون وزير الخارجية رسمياً ولكن في الواقع كان الزعيم الجديد. فقام النظام الجديد بتأميم الصناعة والاقتصاد، لكنه ارتكب خطأ في عدم إعادة توزيع الأراضي على الفلاحين. كانت الخطة هو إنشاء مزارع جماعية واسعة النطاق تديرها طبقة الملاك القدماء. ظهرت المعارضة لذلك ولكن قمعها الإرهاب الأحمر بقسوة. وسرعان مادخلت المجر في حرب مع رومانيا وتشيكوسلوفاكيا بمساعدة فرنسا، فانهار النظام في أغسطس 1919. فجاء الثوار المعادين «البيض» المتجذرون من طبقة ملاك الأراضي إلى السلطة بقيادة الأدميرال ميكلوش هورتي الذي حكم بدكتاتورية مابين 1920 إلى اعتقاله سنة 1944. حيث استخدم العنف لقمع بقايا الثوار.
فقدت هنغاريا في معاهدة تريانون سنة 1920 مساحة كبيرة من الأراضي التاريخية وموارد الدخل، فأضحى العديد من العرقية المجرية في البلدان المجاورة. فأراد المجريون استعادة وضعهم. فشكلت الأقليات المجرية منظمات للحفاظ على هويتهم في تشيكوسلوفاكيا ورومانيا (Erdélyi Fiatalok). وكانت إحدى النتائج تقارب إيطاليا الفاشية مع ألمانيا النازية هو الوعد باستعادة الأراضي المفقودة.

#### فشل التحالف البريطاني الفرنسي مع موسكو
بعد الاحتلال الألماني لبراغ في مارس 1939 الذي عد انتهاكا لمعاهدة ميونخ سعت حكومة تشامبرلين في بريطانيا للحصول على الدعم السوفييتي والفرنسي لجبهة سلام. كان الهدف هو ردع مزيد من العدوان النازي من خلال ضمان استقلال بولندا ورومانيا. لكن ستالين رفض التعهد بتقديم الدعم لهذه الضمانات ما لم تكن بريطانيا وفرنسا أبرمتا تحالفاً عسكرياً معه. في لندن قرر مجلس الوزراء البحث عن مثل هذا التحالف. لكن المفاوضين الغربيين في موسكو في أغسطس 1939 افتقروا إلى الإلحاح. وكانت المحادثات تجري بشكل سيء وعلى نحو بطيء من دبلوماسيين لهم سلطة محدودة مثل وليام سترانغ مساعد وكيل الوزارة. كما أصر ستالين على الضمانات البريطانية والفرنسية لفنلندا ودول البلطيق وبولندا ورومانيا ضد العدوان الألماني غير المباشر. لكن خافت تلك الدول من ان موسكو تريد السيطرة عليها. على الرغم من أن هتلر كان يصعد التهديدات ضد بولندا إلا أنه رفض تحت أي ظرف من الظروف السماح للقوات السوفيتية بعبور حدودها. يجادل المؤرخ مايكل جبارا كارلي بأن البريطانيين كانوا ملتزمين للغاية بمناهضة الشيوعية ولكن أرادوا أن يثقوا في ستالين. وفي نفس الوقت كان ستالين يتفاوض سراً مع الألمان. وقد جذبه هتلر إلى صفقة أفضل بكثير وهي السيطرة على معظم أوروبا الشرقية، فقرر التوقيع على اتفاق مولوتوف-ريبنتروب.

### الاتحاد السوفييتي
مرت السياسة الخارجية السوفييتية بعدة مراحل. تضمنت المرحلة الأولى التي بدأت أواخر 1917 حتى 1922 سحق التدخلات الأجنبية، والحرب الأهلية. وتمكن السوفييت من بسط سيطرته على معظم الإمبراطورية الروسية السابقة، واستعادوا السيطرة على جمهوريات القوقاز. إلا أنهم فقدوا فنلندا وبولندا ودول البلطيق، التي ظلت مستقلة حتى الحرب العالمية الثانية. استعادوا السيطرة على أوكرانيا سنة 1921 من خلال هزيمة بولندا في حرب قصيرة ومكثفة. كانت هناك حرب قصيرة في 1919-1920 مع رومانيا. كان لينين وتروتسكي وغيره من القادة في موسكو مقتنعين بالانتصار بأنهم يمثلون تيار المستقبل، وبمساعدة قليلة من الشيوعية الدولية (الكومنترن) برئاسة جريجوري زينوفايف يمكن أن يثيروا ثورات معادية للرأسمالية في جميع أنحاء العالم. ومع ذلك كانت جميع التدخلات الفشل، حيث هُزِم المتمردون في معظم الحالات بسرعة أمام القوات الوطنية الثابتة. جاء ائتلاف شيوعي اشتراكي إلى السلطة في المجر حيث أصبح الشيوعي بيلا كون دكتاتورا. فغزا الرومانيون نظامه وأطاح به أوائل أغسطس 1919. وفي برلين قادت القوات الشيوعية تحت راية سبارتكوس الحمراء ثورات في برلين وميونيخ والرور سرعان ماسحقها الجيش في غضون أيام. سلسلة طويلة من الهزائم أنتجت طوق صحي أو سلسلة من الدول العازلة، فأصبح الاتحاد السوفييتي بلد منبوذ.
ثم أتت المرحلة الثانية وهي العمل مع تلك السمعة السيئة. فمساحتها وأهميتها الاقتصادية سهّلت عمل اتفاقيات تجارية مع بريطانيا وإيطاليا والنمسا وألمانيا والنرويج في عام 1921 (التي لم تكن تعترف بها اعترافًا دبلوماسيًا رسميًا). فتحت معاهدة رابالو سنة 1922 مع ألمانيا - وهي الأخرى دولة منبوذة - التجارة والاعتراف بها. سمحت سرا تدريب عسكري واسع النطاق للقوات الألمانية في المنشآت العسكرية السوفيتية المخفية. سمحت السياسة الاقتصادية الجديدة (1921-1928) للرأسمالية المحدودة في الاتحاد السوفييتي وأدت إلى توجيه دعوات إلى الشركات الأجنبية للقيام بأعمال تجارية. جاء هنري فورد وخبراؤه من ديترويت وأقاموا مصانع حديثة في GAZ. كان فورد مقتنعاً بأن التجارة تصنع السلام.
بحلول سنة 1922 بدا الوهن بلينين ثم توفي سنة 1924. وأتى جوزيف ستالين الذي رفض أن يرعى الثورات الشيوعية. وفي سنة 1924 اعترفت بها بريطانيا وإيطاليا وفرنسا واليابان. أزاح ستالين زينوفايف وقام وطهر الحزب من تروتسكي وحلفائه المتشددين الذين بشروا بالثورة العالمية. فكما قال ستالين فإن الأولوية الأولى التي عبر عنها في الشعار الرسمي «الاشتراكية في بلد واحد». واخيرا انتهت تجربة السياسة الاقتصادية الجديدة مع الرأسمالية سنة 1928.
كان عدم الثقة والنزاع هما مايميزان العلاقات الأنجلو-سوفيتية خلال عشرينيات القرن، وبلغت ذروتها في خرق دبلوماسي سنة 1927. فبعدما اعترفت بريطانيا باتحاد الجمهوريات الاشتراكية السوفياتية (أو الاتحاد السوفياتي 1922-1991) في 1 فبراير 1924، انقطعت العلاقات الدبلوماسية بينهما نهاية مايو 1927 بعد غارة للشرطة على جمعية تعاونية روسية، وبعدها أبلغ رئيس الوزراء ستانلي بالدوين مجلس العموم عن فك رموز البرقيات السوفييتية التي أثبتت أنشطة التجسس السوفيتي. ولكن نجحت حكومة العمال الجديدة في إقامة علاقات دبلوماسية دائمة سنة 1929.
في المؤتمر العالمي السادس للأممية الشيوعية 1928 أصدر ستالين أوامر بأن الأحزاب الشيوعية في جميع أنحاء العالم لن يُسمح لها أبداً بالتعاون مع الاشتراكيين أو الأحزاب اليسارية الأخرى - لأنهم جميعًا «فاشيين اجتماعيين» وأنهم كالشر مثل الرأسماليين لأنهم أعداء البروليتاريا. تسلل الشيوعيون وحاولوا السيطرة على النقابات العمالية، وحاربوا الاشتراكيون بأقصى امكاناتهم.
في العودة إلى العلاقات الطبيعية مع الدول المجاورة وقع ستالين سنة 1932 معاهدات عدم الاعتداء مع دول الحزام الحاجز وهي بولندا وإستونيا ولاتفيا وفنلندا وفرنسا. انضم الاتحاد السوفياتي إلى عصبة الأمم في عام 1934. كانت الولايات المتحدة آخر دولة كبرى تعترف بالدولة السوفيتية. كان الاعتراف في عام 1933 شائعًا في الولايات المتحدة؛ خطط رجال الأعمال بتجارة واسعة النطاق معها لكن ذلك لم يتحقق.

#### الجبهة الشعبية
تعرض الشيوعيون والأحزاب اليسارية لخطر ازدياد نمو الحركة النازية. فبعد مجيء هتلر إلى السلطة في يناير 1933 عزز سيطرته على ألمانيا، ودمر الحركات الشيوعية والاشتراكية، ورفض القيود التي فرضتها معاهدة فرساي. وفي سنة 1934 عكس ستالين قراره بمهاجمة الاشتراكيين سنة 1928، وقدم خطة الجديدة وهي الجبهة الشعبية، وهو ائتلاف من أحزاب مناهضة للفاشستية ونظمها الشيوعيون المحليون بناء على تعليمات من الكومنترن. وتعمل السياسة الجديدة مع جميع الأحزاب من اليسار والوسط في تحالف متعدد الأطراف ضد الفاشية وألمانيا النازية على وجه الخصوص. وشعارها الجديد: «الجبهة الشعبية ضد الفاشية والحرب». بموجب هذه السياسة صدرت تعليمات للأحزاب الشيوعية بتشكيل تحالفات واسعة مع جميع الأطراف المناهضة للفاشية بهدف ضمان التقدم الاجتماعي في الداخل والتحالف العسكري مع الاتحاد السوفيتي لعزل الدكتاتوريات الفاشية. نجحت «الجبهات الشعبية» في عدد قليل من البلدان ولبضع سنوات فقط، فشكلت حكومات في فرنسا وتشيلي وإسبانيا والصين. ولكن لم يكتب لها النجاح السياسي في أي مكان آخر. لعب نهج الجبهة الشعبية دوراً رئيسياً في حركات المقاومة في فرنسا والدول الأخرى التي احتلتها ألمانيا سنة 1939. واستمرت في دورها الرئيسي في السياسة الفرنسية والإيطالية في فترة مابعد الحرب.

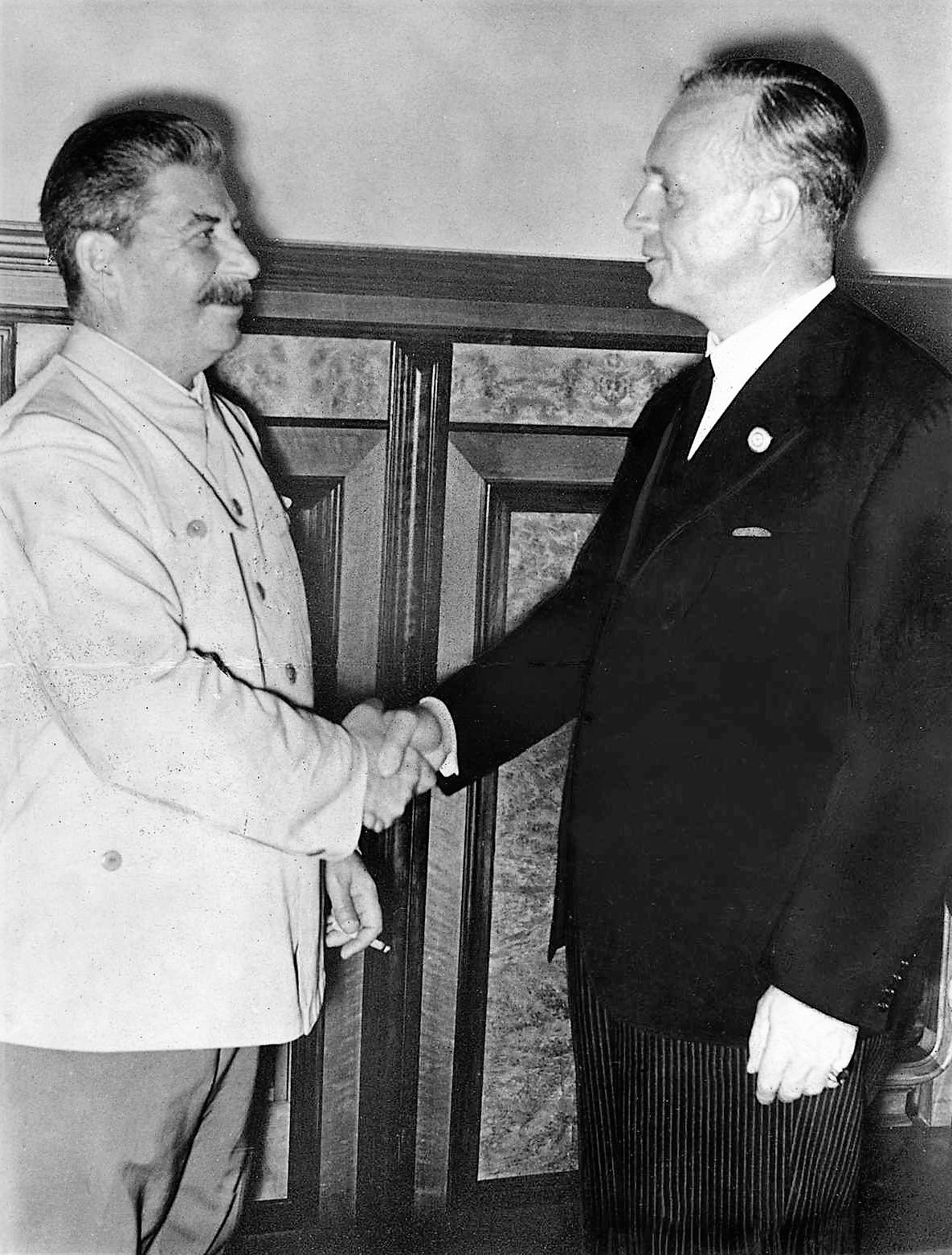
ستالين مصافحا ريبنتروب بعد توقيع الاتفاقية في موسكو في أغسطس 1939.

في سنوات 1938-1939 حاول الاتحاد السوفيتي تشكيل تحالفات عسكرية قوية مع أعداء ألمانيا، بما في ذلك فرنسا وبريطانيا العظمى، ولكن ذلك لم يتم. إلا أن المرحلة الأخيرة أثارت دهشة العالم: تصالح ستالين وهتلر. يقول المؤرخ فرانسوا فوريه:«إن الاتفاقية الموقعة في موسكو مابين ريبنتروب ومولوتوف في 23 أغسطس 1939 قد افتتح تحالفا بين الاتحاد السوفياتي وألمانيا النازية. وظهر على أنه تحالف وليس ميثاق عدم اعتداء». اتفقت البنود السرية على تقسيم متبادل لبولندا وتقسيم أوروبا الشرقية واستيلاء الاتحاد السوفياتي على دول البلطيق. زود الاتحاد السوفياتي ألمانيا بالنفط والذخائر بينما كانت جيوشها تنساب عبر أوروبا الغربية في مايو - يونيو 1940. وعلى الرغم من التحذيرات المتكررة، رفض ستالين الاعتقاد بأن هتلر كان يخطط لحرب شاملة ضد الاتحاد السوفييتي. وقد تم ذلك في يونيو 1941.

#### أوكرانيا
كانت أوكرانيا خليطًا عرقيًا معقدًا، فقد ضم العديد من الأقليات مثل الروس واليهود والبولنديين وأقليات الأخرى فافتقر هذا البلد إلى الشعور بالقومية. وتمركزت النخب الاجتماعية والسياسية والثقافية والاقتصادية في المدن الكبرى حيث اعتنقت القومية الروسية، وكانت عمومًا غير مبالية أو معادية للوطنية الأوكرانية. كان الفلاحون من ناحية أخرى يؤيدون بقوة الاستقلال من أجل إعادة توزيع الأرض. حاولت أوكرانيا أن تتحرر من روسيا بعد ثورة فبراير عام 1917 في سان بطرسبرج. وكانت القيادة شابة ولها أيديولوجية معادية للرأسمالية وملاك الأراضي، إلا انها عديمة الخبرة. لم تدرك حاجتها إلى جيش قوي -فقد رفضت قوة قوامها 40,000 جندي مدرّب بحجة أنها غير ضرورية- ولا حاجتها إلى بناء بنية تحتية ودعم مناطق الريف.

تصرفت القوى العظمى مع أوكرانيا برؤى مختلفة تماما. حيث سخر البريطانيون من ادعاءات الأمة الجديدة. فاتحد الروس البيض رغم معارضتهم للبلشفية ليستعيدوا أوكرانيا لتبقى مقاطعة روسية. لم يكن البلاشفة الروس يؤمنون بالقومية وفشلوا مرتين في غزو أوكرانيا ليستولوا عليها في المرة الثالثة سنة 1920. أما الأمريكان فقد كانوا غاضبين من مجازر اليهود سنة 1919. أيدت ألمانيا القومية الأوكرانية باعتبارها إحباطًا لروسيا، لكن هدفها الرئيسي كان الحصول على الإمدادات الغذائية التي بأمس الحاجة إليها. ولكن أوكرانيا كانت سيئة التنظيم للوفاء بشحن الأغذية بوقتها. أما بولندا فقد أرادتها لبناء مجتمع سكاني يمكن أن يقف حاجزا أمام ألمانيا. وبما أن فرنسا كانت تريد بولندا حليفا قويا ضد ألمانيا، وبالتالي دعمت طموح بولندا. فاستولت بولندا على أوكرانيا سنة 1919، ولكنها خرجت في الحرب البولندية السوفيتية 1920 [الإنجليزية]. وقال المؤرخ بول كوبيتشيك:
أما الباحث الكندي أوريت سوبلينتي فقد قدم سياقًا عنها:
أنتجت حرب الاستقلال الأوكرانية من 1917 إلى 1921 جمهورية أوكرانيا الاشتراكية السوفيتية (في عام 1919 اندمجت جمهورية أوكرانيا الشعبية مع جمهورية غرب أوكرانيا الشعبية) التي سرعان مانضوت في الاتحاد السوفياتي.

### الحرب الأهلية الإسبانية
كشفت الحرب الأهلية الإسبانية عن الانقسامات السياسية في عموم أوروبا. حيث دعم اليمين والكاثوليك الوطنيين لأنها طريقة لوقف توسع البلشفية. أما اليسار ومنهم النقابات العمالية والطلاب والمثقفين فقد شكلت الحرب معركة ضرورية لوقف انتشار الفاشية. فالمشاعر السلمية والمناهضة للحرب كانت قوية في العديد من البلدان، مما أدى إلى تحذيرات من أن الحرب الأهلية قد تتصاعد إلى حرب عالمية ثانية. في هذا الصدد كانت الحرب مؤشرا على عدم الاستقرار المتزايد في جميع أنحاء أوروبا.
عملت العناصر الشيوعية في جميع أنحاء العالم من خلال تعاون الجبهة الشعبية مع الأحزاب المناهضة للفاشية ولكن تحت إشراف موسكو، فأرسلت متطوعين إلى الألوية الدولية. معظم هؤلاء المتطوعين كانوا أعضاء في الحزب الشيوعي، وعادة ماكرسوا وقتهم وجهدهم ومعيشتهم إلى وضع مثالي. فتورط العديد من الكتاب والمثقفين اليسار، ومنهم إرنست همنغواي الذي دعم القضية الجمهورية، وجورج أورويل الذي انقلب وتحول إلى ضد الشيوعية. كما أرسلت موسكو مجموعة من العملاء من قوات الشرطة السرية NKVD و GUM. ومهمتهم كانت فرض التضامن والخط الحزبي، وتحديد وتنفيذ الفوضويين اليساريين الذين هددت تصرفاتهم الخط الستاليني. شحنت الحكومة الإسبانية سنة 1937 كامل مخزونها من الذهب (بقيمة أكثر من 500 مليون دولار في ذلك الوقت) إلى موسكو لحفظها. هذا أعطى ستالين نفوذاً على الحكومة الإسبانية، حيث سيطر على تسعيرة مبيعات الأسلحة إلى إسبانيا. لم يتم إرجاع الذهب أبدًا.
قادت بريطانيا وفرنسا ائتلافا من 27 دولة وعدت بعدم التدخل في الحرب الأهلية الإسبانية بما في ذلك فرض حظر على جميع الأسلحة لإسبانيا. وفعلت ذلك الولايات المتحدة لوحدها بصفة غير رسمية. أما ألمانيا وإيطاليا والاتحاد السوفييتي فقد وقعت رسميا لكنها تجاهلت الحظر. لذا كانت محاولات منع الحظر غير فعالة إلى حد كبير. وفوق ذلك سهلت فرنسا شحنات كبيرة للقوات الجمهورية. أما عصبة الأمم فلم تحرك ساكنا.

## أمريكا اللاتينية

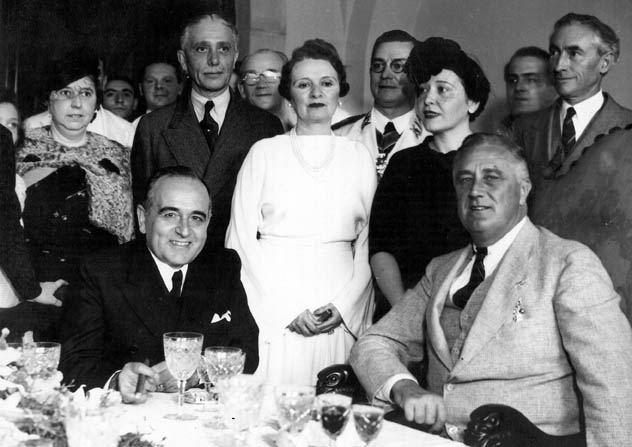
رئيس البرازيل جيتوليو فارجاس (يسار) في لقائه بالرئيس الأمريكي فرانكلين روزفلت (يمين) سنة 1936 على أمل أن العلاقة الجيدة مع الولايات المتحدة سوف تردع هجومًا من الأرجنتين.

اعتمدت سياسة الولايات المتحدة الخارجية على حسن الجوار، والتي كانت خطوة باتجاه سياسة عدم التدخل في أمريكا اللاتينية. فمنذ ثمانينيات القرن التاسع عشر كان الأمريكيون يرون هذه المنطقة بأنها منطقة نفوذ أمريكية. تم سحب القوات الأمريكية من هايتي وانهت المعاهدات الجديدة مع كوبا وبنما من وضعهم محميات للولايات المتحدة. ووقع روزفلت في ديسمبر 1933 على اتفاقية مونتيفيديو حول حقوق وواجبات الدول متخليًا عن حق التدخل من جانب واحد في شؤون دول أمريكا اللاتينية. وألغت الولايات المتحدة تعديل بلات لتحرير كوبا من تدخل الولايات المتحدة القانوني الرسمي.
كان للكساد العظيم تأثير مدمر على أمريكا اللاتينية، حيث انخفض بقوة الطلب على المواد الخام مما أدى إلى تقويض قطاع التصدير المهم. والأكثر تضررا هي تشيلي وبيرو وبوليفيا. أدار المثقفون والقادة الحكوميون في أمريكا اللاتينية ظهورهم للسياسات الاقتصادية القديمة وتحولوا نحو التصنيع لاستبدال الواردات. وكان الهدف هو إنشاء اقتصادات تتمتع بالاكتفاء الذاتي والتي سيكون لديها قطاعاتها الصناعية الخاصة بها وطبقاتها المتوسطة الكبيرة والتي ستكون في مأمن من صعود وهبوط الاقتصاد العالمي. على الرغم من التهديدات المحتملة للمصالح التجارية للولايات المتحدة، أدركت إدارة روزفلت (1933-1945) أن الولايات المتحدة لا يمكنها أن تعارض بالكامل سياسة استبدال الواردات. فنفذ روزفلت سياسة حسن الجوار وسمح بتأميم بعض الشركات الأمريكية في أمريكا اللاتينية. قام الرئيس المكسيكي لازارو كارديناس بتأميم شركات النفط الأمريكية، ثم أنشأ شركة بيميكس.

### البرازيل
البرازيل وهو البلد الأكبر في أمريكا اللاتينية، جرت فيه ثورة ليبرالية سنة 1930 أطاحت بملاكي مزارع القهوة الحاكمة وأحضرت طبقة وسطى حضرية كانت لها مصالح تجارية تروج للتصنيع والتحديث. فنقل الترويج القوي للصناعة الجديدة نقلة حسنة للاقتصاد بحلول 1933، فشجعت المستثمرين الأمريكيين. وفي العشرينيات والثلاثينيات من القرن العشرين قرر قادة البرازيل أن هدف سياسة الأرجنتين الخارجية هو عزل البرازيل الناطقة بالبرتغالية عن جيرانها الناطقين بالإسبانية، مما يسهل من توسيع نفوذها الاقتصادي والسياسي في أمريكا الجنوبية. والأسوأ من ذلك هو الخوف من قيام الجيش الأرجنتيني الأقوى بشن هجوم مفاجئ على جيشها الأضعف. لمواجهة هذا التهديد أقامت البرازيل روابط وثيقة مع الولايات المتحدة. وفي تلك الأثناء تحركت الأرجنتين في الاتجاه المعاكس. كانت البرازيل خلال الحرب العالمية الثانية حليفاً قوياً للولايات المتحدة وأرسلت قواتها العسكرية إلى أوروبا. قدمت الولايات المتحدة أكثر من 100 مليون دولار في شكل منح الإقراض مقابل إيجار مجاني في القواعد الجوية المستخدمة لنقل الجنود الأمريكيين والإمدادات عبر المحيط الأطلسي والقواعد البحرية لعمليات مكافحة الغواصات. وفي تناقض حاد كانت الأرجنتين رسميا محايدة ولكن في بعض الأحيان كانت تميل لألمانيا.

### النزاعات الحدودية والحروب
شاعت في أمريكا الجنوبية النزاعات الحدودية الصغيرة، ولكن واحدة منها خرجت عن نطاق السيطرة مما أدى إلى حرب كبيرة: حرب تشاكو في 1932-1935 بين بوليفيا (2.2 مليون شخص) وباراغواي (900,000 فقط) حيث خاضتا معارك شرسة للسيطرة على غران تشاكو، وهي منطقة حدودية كبيرة ولكن أهملت لفترة طويلة حتى تم اكتشاف النفط فيها مؤخرا. بوليفيا لديها نفط ثقيل ولكنها تحتاج إلى ميناء تأتيها الأنهار التي تسيطر عليها باراجواي لتصديرها إلى الخارج. استخدمت بوليفيا أساليب استبدادية لإرسال جيش كبير ومجهز تجهيزا جيدا. ومع ذلك فإن جنودها الذين اعتادوا على الارتفاعات العالية وأصبحوا مرضى في الأراضي المنخفضة في أدغال شاكو. وكان لدى باراغواي التي تستخدم ضباطاً روس مهاجرين تخطيط ومرونة أفضل بكثير، وكانت عسكرياً أكثر نجاحاً. وقتل في تلك الحرب حوالي 28,000 جندي. انتهت الحرب بمعاهدة سلام توسطت فيها الأرجنتين وأربع دول أخرى في أمريكا الجنوبية حيث منحت باراجواي ثلاثة أرباع الأراضي المتنازع عليها. شكل المحاربون البوليفيون المحبطون حزباً سياسياً، ونظموا انقلاباً وحكموا لمدة ثلاث سنوات ولكن أُسقطوا في الانقلاب التالي

## آسيا وأفريقيا

### مصر
أدت مظاهرات ديسمبر 1921 إلى عودة حالة العنف. واذعانا للوطنية المتنامية وبناء على اقتراح المفوض السامي اللورد اللنبي أعلنت المملكة المتحدة من جانب واحد استقلال مصر في 28 فبراير 1922. وإن استمرت بسيطرتها على ماأسمته المملكة المصرية. أصبح الملك تحت إمرة البريطانيين، واستمرت أيضا سيطرتهم على منطقة القناة والسودان والشؤون الخارجية والعسكرية لمصر. وفي سنة 1936 توفي الملك فؤاد فورثه في الحكم الملك فاروق عن عمر يناهز السادسة عشرة. وعند اندلاع الحرب الإيطالية الحبشية الثانية بعد قيام إيطاليا بغزو إثيوبيا وقعت مصر على المعاهدة الأنجلو المصرية، مطالبة بريطانيا بسحب جميع القوات من مصر بحلول 1949 باستثناء قناة السويس. ولكن خلال الحرب العالمية الثانية استخدمت القوات البريطانية مصر لتكون قاعدة أساسية لجميع عمليات الحلفاء في جميع أنحاء المنطقة. وبعد الحرب تم انسحبت القوات البريطانية إلى منطقة قناة السويس سنة 1947، لكن استمرت المشاعر القومية المعادية لبريطانيا في النمو.

### اليابان
ازدادت هيمنة الجيش الياباني على الحكومة، فاغتيل زعماء المعارضة وقمع اليسار وازدادت سياسة اليابان الخارجية عدوانية تجاه الصين. ولكن تلك السياسة أغضبت الولايات المتحدة وبريطانيا وفرنسا وهولندا. فكانت القومية اليابانية هي الإلهام الرئيسي إلى جانب ازدراء الديمقراطية. فأضحى اليمين المتطرف مؤثراً على جميع نواحي الحياة في الحكومة والمجتمع الياباني، ولا سيما على جيش كوانتونغ الذي كان متمركزًا في منشوريا على طول سكك حديد جنوب منشوريا المملوكة لليابان. وخلال الحادثة المنشورية سنة 1931 غزا ضباط الجيش الراديكاليون منشوريا فأزاحوا المسؤولين المحليين وأنشأوا فيها حكومة مانشوكو العميلة بدون إذن من الحكومة اليابانية. أدى الانتقاد الدولي لليابان في أعقاب الغزو إلى انسحابها من عصبة الأمم.

مستعمرات الولايات المتحدة وبريطانيا وهولندا في منطقة شرق آسيا الكبرى سنة 1942 بعد احتلال اليابان لها.

ازدادت نظرة اليابان الإستعمارية بقوة. وطالب العديد من النخبة السياسية بحصول اليابان على أراض جديدة لاستخراج الموارد وحل مشكلة فائض السكان. أدت تلك الطموحات إلى اندلاع الحرب الصينية اليابانية الثانية سنة 1937. وبعد انتصاره في العاصمة الصينية ارتكب الجيش الياباني مذبحة نانكينج سيئة السمعة، ولكنه فشل في تدمير الحكومة الصينية بقيادة شيانج كاي شيك التي تراجعت إلى مناطق نائية. فكان الصراع مسدودا ولكنه استمر حتى 1945. كان هدف اليابان من الحرب هو تأسيس منطقة التعاون في شرق آسيا الكبرى، وهو اتحاد آسيوي شاسع يكون تحت الهيمنة اليابانية. أما دور هيروهيتو في الحروب الخارجية اليابانية فلا يزال موضع جدل، حيث اختلف المؤرخون في تصويره فالبعض قال أنه شخصية لا حول لها ولا قوة والآخر ذكر أنه محفز وداعم للنزعة العسكرية اليابانية. أما عن الفلبين وهي مستعمرة أمريكية حيث ازداد قلق الولايات المتحدة عليها، فهي نطاق سهل لليابان فارتأت البحث عن طرق لاحتواء التوسع الياباني.
عارض الرأي العام الأمريكي بشدة ومعه النخبة - بما في ذلك الانعزاليين - غزو اليابان للصين سنة 1937. ففرض الرئيس روزفلت عقوبات اقتصادية صارمة تهدف إلى حرمان اليابان من النفط والصلب اللازمين لمواصلة حربها في الصين. فكانت ردة فعل اليابان هو إقامة تحالف مع ألمانيا وإيطاليا سنة 1940، المعروف باسم «الاتفاق الثلاثي» الذي أدى إلى تدهور علاقاتها مع الولايات المتحدة. في يوليو 1941 جمدت الولايات المتحدة وبريطانيا وهولندا جميع الأصول اليابانية وقطعت شحنات النفط - ولم يكن لدى اليابان نفط خاص بها.

### الصين
أدت الثورة الصينية (1911) التي أطاحت بسلالة تشينغ الحاكمة إلى عقد من الفوضى في البلاد، حيث ازدادت سلطة أمراء الحرب الإقليميين. وفي العشرينات من القرن ال 20 أنشأ سون يات سين قاعدة ثورية في جنوب الصين، وشرع في توحيد الأمة المجزأة. بمساعدة من الاتحاد السوفييتي دخل في تحالف مع الحزب الشيوعي الصيني الناشئ. وبعد وفاته سنة 1925 استولى عديله شيانج كاي شيك على حزب الكومينتانغ (الحزب القومي أو KMT) واخضع معظم جنوب ووسط الصين تحت حكمه في حملة عسكرية عرفت باسم الحملة الشمالية (1926-1927). وبعد اخضاعه أمراء الحرب في جنوب ووسط الصين بالقوة العسكرية، تمكن من تأمين الولاء الاسمي لأمراء الحرب في الشمال. وفي سنة 1927 حول شيانج وجهته نحو الحزب الشيوعي الصيني الذي طارده بلا هوادة. فحارب الحزب وقادته في قواعدهم في جنوب وشرق الصين. وجراء ذلك شرعت قوات الحزب الشيوعي بمسيرتها الطويلة عبر أكثر مناطق الصين وعورة انطلاقا من قواعدها الجبلية في جمهورية الصين السوفيتية نحو الشمال الغربي وذلك في سنة 1934، فأقامت قاعدة لحرب العصابات في يانان في مقاطعة شنشي. وخلال فترة المسيرة الطويلة أعاد الشيوعيون تنظيم أنفسهم بقيادة زعيمهم الجديد ماو تسي تونج.
لم يكن لدى الصينيين الكثير من التصور حول رغبة اليابان بالاستيلاء على الصين. فبسبب قلة المواد الخام وضغط السكان المتزايد، بدأت اليابان بالاستيلاء على منشوريا في سبتمبر 1931 ونصبت بوئي إمبراطور أسرة تشينغ المطرود رئيسا لدولة مانشوكو سنة 1932. فشجبت عصبة الأمم اليابان مما أدى إلى انسحابها من العصبة. ثم بدأ اليابانيون بالاندفاع من جنوب السور العظيم نحو شمال الصين والمقاطعات الساحلية. وفي سنة 1937 اشتبك الجيش الياباني الذي تصرف باستقلالية عن طوكيو مع القوات الصينية في حادثة جسر ماركو بولو خارج بكين. فتطور ذلك إلى اندلاع حرب شاملة - الحرب الصينية اليابانية الثانية. وكان لدى اليابان مزايا هائلة من القوة النارية والتنقل والقدرة التنظيمية. فتعاطفت معظم الدول مع الصين خاصة الولايات المتحدة وبريطانيا. وقد سقطت شانغهاى بعد معركة دامت ثلاثة أشهر فسيطرت اليابان تقريبا على جميع المدن الساحلية. ثم سقطت عاصمة نانجينغ في ديسمبر 1937. فتبعتها موجة من عمليات القتل الجماعي والاغتصاب عرفت باسم مذبحة نانجينغ. وقد نقل شيانج عاصمته الوطنية إلى تشونغتشينغ النائية. فأقامت اليابان حكومة عميلة ثانية وهي نظام وانغ جينغ وى ومقرها نانجينغ. وبدأت دول العالم تقودها الولايات المتحدة بالتعبير عن غضبها عن تلك الأوضاع، فطالبت بانسحاب اليابان مع بدء خطتها لمساعدة نظام شيانج بشكل منهجي من خلال خط إمدادات طويل عبر الهند الصينية. ولكن اليابان انتزعت الهند الصينية من فرنسا سنة 1941 مما أدى إلى قطع خطوط الإمداد هذا. فبدأ الصراع ينحو منحاً خطيراً نحو الحرب مع الولايات المتحدة وبريطانيا.